# Segelödlor
Segelödlor eller pelycosaurier (Pelycosauria) är en grupp utdöda synapsider. De var några av de första synapsiderna. Segelödlorna dök upp för drygt 300 miljoner år sedan och var vanliga ryggradsdjur på land under de följande 40 miljoner åren.
Det vetenskapliga namnet är bildat av de grekiska orden pelyx (bäcken) och sauros (ödla).

## Biologi
Segelödlorna fick sitt namn genom att flera av dess släkten (inklusive Dimetrodon och Edaphosaurus) hade en segelliknade utväxt på ryggen. Detta, bildat av förlängda taggutskott på ryggkotorna, syftade sannolikt till att reglera värmen i kroppen.
Denna djurgrupp räknas ibland som en undergrupp inom de däggdjurslika reptilerna.
De största arterna var nästan 4 meter långa.

## Historik och spridning
Segelödlorna slog fäste både i nuvarande USA, och långt bort till nuvarande Asien. I slutet av perm började pelycosaurierna bli färre, varefter de så småningom dog ut.